# الجدول الزمني للصراع بين إسرائيل وحزب الله (8 أكتوبر – 23 نوفمبر 2023)
يغطي هذا الجدول الزمني للصراع بين إسرائيل وحزب الله الفترة من 8 أكتوبر 2023 إلى 23 نوفمبر، عندما أطلق حزب الله اللبناني صواريخ موجهة بعد يوم واحد من انطلاق عملية طوفان الأقصى في غزة، أطلق حزب الله اللبناني صواريخ موجهة وقذائف مدفعية على المواقع التي تحتلها إسرائيل بهدف إسناد المقاومة في غزة، حتى بداية وقف إطلاق النار الأول بين إسرائيل وحماس والذي استمر من 24 نوفمبر 2023 إلى 30 نوفمبر 2023.
بدأ حزب الله بإطلاق الصواريخ على منطقة مزارع شبعا التي تحتلها إسرائيل، وتلا ذلك سلسلة من الهجمات الانتقامية حتى دخول وقف إطلاق النار حيز التنفيذ.

## أكتوبر

### 8 أكتوبر
- في الصباح، أطلق حزب الله صواريخ وقذائف على منطقة مزارع شبعا ، وردًا على ذلك، أطلقت الجيش الإسرائيلي قذائف مدفعية وطائرة بدون طيار على جنوب لبنان.[1][2][3] وذكرت التقارير أن طفلين لبنانيين أصيبا بجروح جراء الزجاج المكسور.[4]

### 9 أكتوبر
- بدات إسرائيل بسلسلة من الغارات الجوية على جنوب لبنان بالقرب من بلدات مروحين وعيتا الشعب،[5] ودايرة في قضاء بنت جبيل .[6] جاء ذلك بعد تسلل عدد كبير من المسلحين الفلسطينيين إلى الحدود الإسرائيلية.[7] وقد قتلت القوات الإسرائيلية اثنين على الأقل (من المرجح أن يكونوا فلسطينيين)،[6] بينما عاد ثالث إلى لبنان[8]
- أعلنت مصادر إعلامية تابعة لحزب الله أن أحد عناصرها قتل في قصف لجيش الإسرائيلي. ونفت حزب الله أي علاقة لها بالحادث، كما أعلنت حركة الجهاد الإسلامي الفلسطينية مسؤوليتها عن التسلل المسلح. وأعلن حزب الله في وقت لاحق عن مقتل اثنين آخرين من المسلحين ليلاً.[9]
- أطلق حزب الله الصواريخ والمدفعية رداً على ذلك.[10] وخلال الاشتباكات، توفي جنديان إسرائيليان والمقدم عليم عبد الله نائب قائد اللواء 300 في جيش الدفاع الإسرائيلي، متأثرين بجراحهم التي أصيبوا بها بنيران حزب الله على الحدود اللبنانية، وأصيب ثلاثة آخرون.[11]

### 10 أكتوبر
- تبادل حزب الله والجيش الإسرائيلي إطلاق النار، حيث أطلق حزب الله وابلاً من الصواريخ على إسرائيل ، وشن هجوماً على قوات الأمن التي أرسلتها الفصائل الفلسطينية.[12]
- أطلق حزب الله صاروخًا موجهًا مضادًا للدبابات على مركبة عسكرية إسرائيلية في منطقة أفيفيم، مما دفع إسرائيل إلى الرد بضربة جوية انتقامية بطائرة هليكوبتر.[13]

### 11 أكتوبر
- أطلق حزب الله صواريخ مضادة للدبابات على موقع عسكري إسرائيلي، وادعى أنه أسفر عن وقوع إصابات. وردًا على ذلك، قصف الجيش الإسرائيلي المنطقة التي تم فيها إطلاق الهجوم.[14]
- أمر الجيش الإسرائيلية سكان شمال إسرائيل بالبحث عن ملاجئ بعد ورود تقارير عن إطلاق طائرات بدون طيار من جنوب لبنان.[15]
- تم إطلاق صاروخ باتريوت لاعتراض مقذوف مشبوه، وبعد ذلك اكتشف الجيش الإسرائيلي أن الجسم المعني لم يكن طائرة بدون طيار.[16]
- تم تفعيل صفارات الإنذار في شمال إسرائيل بعد ظهور تقارير تفيد بدخول ما يصل إلى 20 متسللاً على متن طائرات شراعية إلى الأراضي الإسرائيلية من لبنان، قبل أن يرفض الجيش الإسرائيلي التقرير باعتباره إنذارًا كاذبًا.[17]

### 12 أكتوبر
- أعلنت وزارة الدفاع الإسرائيلية مقتل جندي وإصابة آخر بصاروخ مضاد للدبابات أطلقه حزب الله.[18]
- نفذ الجيش السوري هجوما بقذائف الهاون على مرتفعات الجولان بعد غارات جوية شنتها القوات الإسرائيلية على مطاري حلب ودمشق الدوليين.[19]

### 13 أكتوبر
- قال نائب الأمين العام لحزب الله الشيخ نعيم قاسم إنه "عندما يحين وقت أي عمل فإننا سننفذه"، مشيرا إلى أن حزب الله مستعد و"سيساهم" في المواجهات ضد إسرائيل وفقا لخطته الخاصة".[20]
- أطلقت قوات الدفاع الإسرائيلية نيران المدفعية على جنوب لبنان في أعقاب انفجار تسبب في أضرار طفيفة في قسم من جدار الواقع على الحدود بين إسرائيل ولبنان بالقرب من كيبوتس هانيتا.[21]
- قُتل مصور الفيديو اللبناني من وكالة رويترز عصام عبد الله، فيما أصيب ما لا يقل عن ستة صحفيين آخرين من رويترز ووكالة فرانس برس والجزيرة .[22] وقال الجيش اللبناني إن اثنين آخرين أصيبا خلال الغارة.[23]

### 14 أكتوبر
- نشر الجيش الإسرائيلي لقطات لهجوم بطائرة بدون طيار، والذي أدى حسب قوله، إلى مقتل ثلاثة متسللين من لبنان بالقرب من مارغاليوت وهم أعضاء في حركة حماس.[24] واعترف حزب الله بأن أحدهم هو أحد أعضائه.
- وفي فترة ما بعد الظهر، أطلق حزب الله 50 قذيفة هاون وستة صواريخ مضادة للدبابات باتجاه خمسة مواقع إسرائيلية في مزارع شبعا.[23]
- أدى قصف القوات الإسرائيلية إلى مقتل اثنين من المدنيين في قرية شبعا؛ وأظهرت الأدلة المصورة والفوتوغرافية إلى استخدام قنابل الفوسفور.[25]

### 15 أكتوبر
- أطلق حزب الله خمسة صواريخ مضادة للدبابات باتجاه شمال إسرائيل مما أدى إلى مقتل مدني وإصابة ثلاثة آخرين في شتوله.[26][27]
- قالت قوات اليونيفيل إن مقرها في الناقورة في جنوب لبنان تعرض لإطلاق صواريخ دون الإبلاغ عن وقوع إصابات.[28]
- قُتل الملازم أميتاي غرانوت، قائد الكتيبة 75 من لواء الجولان التابع إلى الجيش الإسرائيلي وابن الحاخام تامير غرانوت، في هجوم صاروخي على موقع يعود إلى جيش الإحتلال الإسرائيلي على الحدود مع لبنان.[29][30]

### 16 أكتوبر
- أعلن جيش الإحتلال الإسرائيلي إخلاء سكان المستوطنات الواقعة على بعد كيلومترين من الحدود اللبنانية.[31]
- وفي فترة ما بعد الظهر، أطلقت النيران على مواقع لقوات الإحتلال الإسرائيلية بالقرب من الحدود، وأعلن حزب الله مسؤوليته عن إطلاق النار.[32] وردت قوات الاحتلال الإسرائيلي بإطلاق نيران المدفعية. وقال حزب الله إنه بدأ بتدمير كاميرات المراقبة في عدد من المواقع التابعة للجيش الإسرائيلي.[33]
- وفي ساعات المساء، أطلقت صواريخ مضادة للدبابات على دبابة تابعة لجيش الاحتلال، كما تم إطلاق النار على عدة مواقع للجيش. وهاجم جيش الاحتلال مصادر النيران بالمدفعية. ولم ترد أنباء عن سقوط ضحايا في أي من الاشتباكات في ذلك اليوم.[34]
- وذكرت منظمة العفو الدولية أن قوات الإحتلال االإسرائيلية أطلقت قذائف الفوسفور الأبيض على بلدة دهيرة، مما أدى إلى نقل تسعة مدنيين إلى المستشفى وإشعال النيران في ممتلكات مدنية.[35] ووصفت آية مجذوب، نائبة المدير الإقليمي للشرق الأوسط وشمال أفريقيا في منظمة العفو الدولية، الهجوم بأنه انتهاك للقانون الدولي يجب التحقيق فيه باعتباره جريمة حرب، وأنه "عرض حياة المدنيين للخطر بشكل خطير، حيث تم نقل العديد منهم إلى المستشفيات وتشرد الكثير منهم، واشتعلت النيران في منازلهم وسياراتهم".[36]

### 17 أكتوبر
- ذكرت وسائل إعلام رسمية لبنانية أن منطقة الضهيرة ومناطق أخرى على طول القسم الغربي من الحدود تعرضت لقصف "متواصل" طوال الليل.[37]
- وفي الصباح الباكر، أفادت التقارير أن العديد من الأشخاص كانوا يعانون من أعراض الاختناق بعد أن أطلق جيش الإحتلال الإسرائيلي قذائف الفوسفور الأبيض على القرية.[38] أصيب ثلاثة أشخاص بعد سقوط صاروخ مضاد للدبابات من لبنان على بلدة المطلة المحتلة.[39]
- قالت قوات الإحتلال الإسرائيلية إنها قتلت أربعة متسللين محتملين على طول الحدود اللبنانية أثناء محاولتهم زرع قنابل على الجدار الحدودي.[40] وأعلن حزب الله أن خمسة من أعضائه قتلوا في ذلك اليوم، لكن لم يتضح ما إذا كان لأي منهم تورط في التسلل عبر الحدود.[41]

### 18 أكتوبر
- بعد مجزرة مستشفى المعمداني، شارك المتظاهرون المؤيدون للفلسطينيين في أعمال شغب في بلدتي ضبية وعوكر . تم تخريب الشركات وإحراقها.[42]
- أعلن حزب الله عن استهداف الراهب ورامية وجل العلم وثكنة زرعيت والموقع البحري مقابل رأس الناقورة وتلة التحيات والمطلة ورويسة العلم ومزارع شبعا وتلال كفرشوبا والتحيات والمكية بالصواريخ الموجهة. ورد جيش الاحتلال بقصف أطراف بلدات علما الشعب والظاهرة وراميا والماري وكفر شوبا وبلدات رميش وعيترون وميس الجبل وحولا . وأعلن حزب الله بعد ذلك أن ثلاثة من مقاتليه قتلوا نتيجة الهجمات.[42]

### 19 أكتوبر
- أطلقت عشرات الصواريخ من جنوب لبنان على مدينتي نهاريا وكريات شمونة شمال إسرائيل، ما أدى إلى إصابة ثلاثة مدنيين على الأقل. وقالت حركة حماس إن خلاياها في لبنان مسؤولة عن الهجمات. وردت إسرائيل بشن غارات جوية على مواقع لحزب الله.[43]
- قال الجيش اللبناني إن صحفياً قُتل وأصيب آخر بعد استهداف مجموعة من سبعة صحفيين إيرانيين بالرشاشات الإسرائيلية، على الرغم من أن وسائل الإعلام الرسمية الإيرانية نفت هذا الادعاء وقالت إن جميع صحفييها "على قيد الحياة وبصحة جيدة".[44][45]
- قالت قوات حفظ السلام التابعة لليونيفيل إن شخصا قتل بعدما أصيب مدنيون في تبادل لإطلاق النار على الحدود، حيث طلب الجيش اللبناني المساعدة من اليونيفيل لتهدئة الوضع. وطلب من إسرائيل تعليق إطلاق النار "لتسهيل عملية الإنقاذ".[45][46]

### 20 أكتوبر
- وفي الظهيرة، قال جيش الإحتلال الإسرائيلي إن إحدى طائراته قتلت ثلاثة مسلحين من حزب الله تسللوا عبر الحدود إلى شمال إسرائيل.[47]
- وفي فترة ما بعد الظهر، أُطلقت عدة قذائف من لبنان تجاه شمال إسرائيل، ورد جيش الإحتلال الإسرائيلي بإطلاق نيران المدفعية على مصادر الهجمات. وأعلن جيش الإحتلال الإسرائيلي عن مقتل جندي احتياطي إسرائيلي أمريكي وإصابة ثلاثة آخرين.[48]

### 21 أكتوبر
- وفي ساعات بعد الظهر، أطلقت عدة صواريخ من لبنان باتجاه مزارع شبعا، دون وقوع إصابات.
- ونفذت قوات الدفاع الإسرائيلية غارة بطائرة بدون طيار على الفريق المسلح الذي أطلق الصواريخ.[49]
- وبعد وقت قصير، أطلقت صواريخ موجهة مضادة للدبابات من لبنان باتجاه مرغليوت وهانيتا، ما أدى إلى إصابة اثنين من العمال الأجانب. وقد نفذ جيش الإحتلال الإسرائيلي غارات جوية ضد فرق الصواريخ.[50]
- وفي ساعات المساء، أُطلق صاروخ موجه مضاد للدروع من لبنان باتجاه بلدة برعم [الإنجليزية]. وأصيب جندي من جيش الاحتلال بجروح خطيرة، فيما أصيب اثنان آخران بجروح طفيفة. وردت قوات الإحتلال الإسرائيلية بعدة غارات جوية في جنوب لبنان، بعضها استهدف فرق صاروخية أخرى كانت تستعد لشن هجمات.[51]

### 22 أكتوبر
- قالت قوات الإحتلال الإسرائيلية إن صاروخا موجها مضادا للدبابات أطلق من لبنان باتجاه مزارع شبعا في ساعة متأخرة من الصباح. وردت قوات الإحتلال الإسرائيلية بإطلاق نيران الدبابات وقتلت فريق الصواريخ.[52]
- وفي ساعات بعد الظهر، أطلقت عدة قذائف هاون تجاه بلدة يفتاح، دون الإبلاغ عن وقوع أضرار أو إصابات. وفي ساعات المساء، أطلق صاروخ موجه مضاد للدروع تجاه عرب العرامشة، ورد جيش الاحتلال بغارات جوية متواصلة ضد طواقم إطلاق الصواريخ. تم ضرب سبعة فرق في المجموع على مدار اليوم.[53]

### 23 أكتوبر
- بعد يوم من الغارات التي شنتها قوات الدفاع الإسرائيلية ضد فرق صواريخ حزب الله، تم في المساء إطلاق صاروخ موجه مضاد للدبابات باتجاه كريات شمونة. وأصيب شخصان، وتضرر منزل. وردت قوات الإحتلال الإسرائيلية بشن غارات جوية متواصلة ضد فرق الصواريخ والقذائف، إلى جانب شن غارات على مواقع حدودية تابعة لحزب الله.[54]

### 24 أكتوبر
- قالت قوات الإحتلال الإسرائيلية إن أحد أعضاء حزب الله قُتل أثناء محاولته إطلاق النار على إسرائيل من جنوب لبنان بالقرب من برعم.[55]
- نفذ جيش الإحتلال الإسرائيلي غارات جوية ضد موقعين عسكريين سوريين في جنوب غرب سوريا، وهي المرة الأولى التي يستهدف فيها جيش الإحتلال الإسرائيلي الجيش السوري علنًا منذ بدء الحرب بين إسرائيل وغزة.[56]

### 25 أكتوبر
- وفي الصباح، هاجمت قوات الإحتلال الإسرائيلية مجموعة من المسلحين الذين حاولوا إطلاق صواريخ مضادة للدبابات من لبنان على إسرائيل.[57]
- وفي حوالي الساعة 16:00، أطلقت أربعة صواريخ تجاه الأراضي المحتلة، وسقطت في مناطق مفتوحة.[58]
- قصفت طائرات الاحتلال الإسرائيلي أطراف قرى كفركلا ويارون ودير ميماس.[59]

### 26 أكتوبر
- أعلن الجيش الإسرائيلي أنه تمكن من القضاء على خمس خلايا تابعة لحزب الله في جنوب لبنان. وفي وقت لاحق أطلقت قذيفتين مدفعية على أطراف بلدتي البليدة وعيتا الشعب بالقنابل الفوسفورية.
- وتسببت القنابل الفسفورية في اندلاع حرائق في عيتا الشعب ودير ميماس وعلما الشعب ورميش والظهيرة وشبعا ويرون وكفرشوبا والناقورة ومروحين. وذكرت التقارير أن قوات الإحتلال الإسرائيلي منعت رجال الإطفاء من الوصول إلى الحرائق.[60]

### 27 أكتوبر
- هاجمت قوات الدفاع الإسرائيلية مصادر إطلاق الصواريخ بعد أن أطلق مسلحون النار باتجاه مواقع لقوات الإحتلال الإسرائيلية في قريتي أفيفيم وميسجاف عام.[61]
- تعرضت قافلة للجيش اللبناني لإطلاق نار من قبل قوات إسرائيلية في قرية عيترون الحدودية، لكن لم ترد أنباء عن وقوع إصابات.[62]

### 28 أكتوبر
- سقطت قذيفة على مقر لقوات اليونيفيل في الناقورة. وبعد ساعات، سقطت قذيفتا هاون على قاعدة لقوات اليونيفيل في الحولة، مما أدى إلى إصابة جندي نيبالي من قوات حفظ السلام.[63]

### 29 أكتوبر
- ذكرت التقارير أن كتائب القسام أطلقت 16 صاروخاً على كريات شمونة، وأصابت مبنى سكنياً.[64] وأعلنت قوات الفجر، الجناح العسكري للجماعة الإسلامية، مسؤوليتها عن إطلاق الصواريخ على البلدة.[65]

### 30 أكتوبر
- حاول مسلحون من حركة الجهاد الإسلامي التسلل إلى مواقع جيش الإحتلال الإسرائيلي على الحدود اللبنانية، مما أدى إلى مقتل اثنين من المسلحين.[66]

### 31 أكتوبر
- قالت منظمة العفو الدولية إنها توصلت إلى أن جيش الإحتلال الإسرائيلي "استخدم بشكل عشوائي، وبشكل غير قانوني، ذخائر الفسفور الأبيض في الهجوم على الضهيرة، وهو ما يجب التحقيق فيه باعتباره جريمة حرب".[67]
- نفذ حزب الله أربع هجمات على مواقع للجيش الإسرائيلي في شمال إسرائيل.[68]

## نوفمبر

### 1 نوفمبر
- نفذ حزب الله عدة هجمات بصواريخ موجهة مضادة للدبابات على يفتاح.[69]

### 2 نوفمبر
- زعم حزب الله أنه هاجم 19 موقعًا عسكريًا لقوات الإحتلال الإسرائيلية بالصواريخ وقذائف المدفعية وأطلق طائرات بدون طيار هجومية باتجاه موقع لقوات الإحتلال الإسرائيلية لأول مرة منذ بدء الصراع.[70]
- أطلقت كتائب القسام صواريخ على كريات شمونة.[70]

### 3 نوفمبر
- وفي أول خطاب له منذ بدء الحرب في غزة، قال زعيم حزب الله حسن نصر الله إن وجود السفن الحربية الأميركية في البحر الأبيض المتوسط "لا يخيفنا".[71][72]

### 4 نوفمبر
- هاجم حزب الله عدة مواقع لجيش الإحتلال الإسرائيلي بما في ذلك موقع في جل العلم بصاروخين أرضيين من طراز بركان.[73]

### 5 نوفمبر
- أسقط حزب الله طائرة إسرائيلية بدون طيار من طراز إلبيت هيرمس 450 فوق النبطية،[74] وسقط حطامها على المنازل في بلدتي زبدين وحروف.[75]
- قُتل مدني إسرائيلي عندما أصابت صواريخ مضادة للدبابات بلدة يفتاح.[76]
- ذكرت التقارير أن أربعة أشخاص أصيبوا بعد قصف إسرائيلي أصاب سيارتي إسعاف.[77]
- وفي وقت لاحق، أصابت غارة جوية إسرائيلية سيارتين مدنيتين في لبنان تقلان أفرادًا من نفس العائلة كانوا في طريقهم بين بلدتي عيناتا وعيترون، مما أدى إلى مقتل امرأة وثلاث من أحفادها تتراوح أعمارهن بين 10 و14 عامًا، وإصابة ابنتها بجروح خطيرة.[78] وردًا على ذلك، أطلق حزب الله النار على كريات شمونة،[79] مما أدى إلى مقتل إسرائيلي.[80]

### 6 نوفمبر
- أعلنت كتائب القسام مسؤوليتها عن إطلاق 16 صاروخاً من لبنان استهدفت مناطق جنوب حيفا.[81]
- أفادت إسرائيل بإطلاق ما لا يقل عن 30 صاروخًا فيما ردت قوات الإحتلال الإسرائيلية على مصادر النار.[82] كما نفذ حزب الله وكتائب القسام أربع هجمات عبر الحدود في شمال إسرائيل.[83]
- قال نائب رئيس المكتب السياسي لحزب الله نعيم قاسم إن الجماعة قد تُضطر إلى الدخول في صراع أوسع نطاقاً بسبب الهجمات الإسرائيلية على غزة.[84]

### 7 نوفمبر
- أطلق مسلحون غير محددين دفعة من 20 صاروخًا من جنوب لبنان باتجاه مرتفعات الجولان.[85]

### 8 نوفمبر
- أطلق حزب الله صاروخًا موجهًا مضادًا للدبابات أدى إلى إصابة جنديين من جيش الدفاع الإسرائيلي بالقرب من دوفيف في شمال إسرائيل.[86]

### 9 نوفمبر
- نفذ حزب الله ومقاتلو الجامعات الأخرى ثلاث هجمات عبر الحدود إلى شمال إسرائيل.[87] كما شنوا هجمات باتجاه المطلة، حيث رد جيش الإحتلال الإسرائيلي بهجمات صاروخية أصابت مواقع إطلاق النار.[88]

### 10 نوفمبر
- أطلق حزب الله صواريخ مضادة للدبابات على موقع لجيش الاحتلال في المنارة، ما أدى إلى إصابة ثلاثة جنود. وردًا على ذلك، هاجمت قوات الإحتلال الإسرائيلية مصادر النيران.[89]
- نفذ حزب الله ثلاث هجمات بطائرات بدون طيار على شمال إسرائيل استهدفت مواقع لقوات الدفاع الإسرائيلية.[19] تم اعتراض طائرة بدون طيار واحدة فيما هبطت اثنتان أخريان على الأراضي الإسرائيلية.[90] وقُتل سبعة عناصر من حزب الله خلال الاشتباكات.
- قصفت قوات الاحتلال مستشفى ميس الجبل [الإنجليزية] ما أدى إلى إصابة طبيب. وأدانت وزارة الصحة اللبنانية الهجوم، وقالت إن "السلطات الإسرائيلية تتحمل المسؤولية الكاملة عن هذا العمل غير المبرر، والذي كان من شأنه أن يؤدي إلى نتائج كارثية"، ودعت إلى إجراء تحقيق.[91]

### 11 نوفمبر
- قصفت طائرة مسيرة تابعة لجيش الإحتلال الإسرائيلي شاحنة صغيرة في مزرعة بمنطقة الزهراني على بعد 45 كيلومترًا من الحدود الإسرائيلية اللبنانية.[92]
- قال حزب الله إنها نفذت هجومين عبر الحدود على مواقع إسرائيلية أسفرا عن سقوط ضحايا.[92]
- أطلق جيش الدفاع الإسرائيلي النار باتجاه مصادر ثلاث هجمات بطائرات بدون طيار من لبنان.[92]
- أعلنت حركة أمل، حليفة حزب الله، أن أحد مقاتليها قُتل في هجوم صاروخي في قرية رب الثلاثين، كما أصيب عنصران آخران.[93] وكانت هذه أول خسائر من الجماعة منذ انضمامها للقتال.[94]

### 12 نوفمبر
- أدت هجمات حزب الله بالصواريخ المضادة للدبابات وقذائف الهاون إلى مقتل موظف في شركة الكهرباء الإسرائيلية كان يقوم بأعمال إصلاح، وإصابة 21 إسرائيليًا آخرين، بما في ذلك سبعة جنود من جيش الإحتلال الإسرائيلي وستة من زملاء القتيل.[95][96]
- وزعم حزب الله أيضا أنه ضرب جرافة تابعة للجيش الإسرائيلي في هجوم منفصل. وقالت قوات الإحتلال الإسرائيلية إنها نفذت غارة بطائرة بدون طيار على خلية مسلحة حاولت إطلاق صواريخ مضادة للدبابات بالقرب من المطلة.[97] وأسفرت الاشتباكات الأخرى أيضًا عن مقتل أحد أعضاء حزب الله.[23]
- أصيب جندي من قوات حفظ السلام التابعة لليونيفيل في ظروف غير معروفة بإطلاق نار بالقرب من القوزح.[97][98]
- أعلنت كتائب القسام مسؤوليتها عن هجومين منفصلين على بلدات إسرائيلية شمال حيفا.[19]

### 13 نوفمبر
- وفي أعقاب هجوم لحزب الله، ردت قوات الإحتلال الإسرائيلية بقصف عنيف عبر جنوب لبنان، مما أدى إلى مقتل اثنين من المدنيين.[99]
- أطلق مسلحون مجهولون صواريخ موجهة مضادة للدبابات أدت إلى إصابة إسرائيليين اثنين بالقرب من نطوع.[19]
- سقط صاروخ إسرائيلي بالقرب من مجموعة من الصحافيين في يارون، ولم ترد أنباء عن وقوع إصابات.[100] ودان حزب الله الهجوم الذي وقع أثناء قيام الصحافيين بجولة عامة في البلدة.[101] وقال وزير الخارجية اللبناني عبد الله بو حبيب إن الحكومة اللبنانية تقدمت بشكوى إلى مجلس الأمن الدولي رداً على الحادث.[102]

### 14 نوفمبر
- سقطت صواريخ من لبنان على مناطق مفتوحة في بلدات شتوله وشوميرا وزرعيت الإسرائيلية. كما أطلق حزب الله ثلاثة صواريخ مضادة للدبابات على مواقع للجيش الإسرائيلي.[19][103]
- أطلقت طائرات مقاتلة النار على مواقع لحزب الله في جنوب لبنان، وهاجمت دبابة تابعة للجيش الإسرائيلي مجموعة حاولت إطلاق صواريخ مضادة للدبابات على منطقة يفتاح.[103]

### 15 نوفمبر
- أطلق حزب الله صاروخا مضادا للدروع أصاب مجموعة من جنود جيش الدفاع الإسرائيلي بالقرب من بركة ريشا.[19]

### 16 نوفمبر
- أطلق حزب الله ثمانية صواريخ مضادة للدبابات استهدفت القوات الإسرائيلية والبنية التحتية العسكرية.[19]
- وفي فترة ما بعد الظهر، هاجم حزب الله العديد من البلدات القريبة من الحدود واستهدف التجمعات العسكرية في شتوله وهاداب يارون.[104][105] وردت قوات الدفاع الإسرائيلية بقوة في جنوب لبنان، وأغارت الطائرات الحربية الإسرائيلية على أهداف لحزب الله.[106]
- وأعلن حزب الله عن مقتل اثنين من عناصره في ذلك اليوم.[107]

### 17 نوفمبر
- أطلق حزب الله النار تجاه مواقع عسكرية شمال إسرائيل، حيث رد الجيش الإسرائيلي بشن هجمات على مصادر نيران حزب الله.
- بحسب قوات المعارضة السورية، أطلق جيش الإحتلال الإسرائيلي النار باتجاه مواقع لحزب الله في سوريا.[108]
- استخدم حزب الله طائرة بدون طيار رباعية المراوح لمهاجمة قوات جيش الإحتلال الإسرائيلي بالقرب من المطلة.[19]

### 18 نوفمبر
- قصف الجيش الإسرائيلي مصنعاً للألمنيوم في النبطية.[109]
- أطلق حزب الله طائرة بدون طيار أرض جو على طائرة هيرميس 450 إسرائيلية مما أدى إلى تدميرها،[110] وأطلق صاروخ بركان على شمال إسرائيل.[19]

### 19 نوفمبر
- حدد جيش الدفاع الإسرائيلي 10 قذائف هاون أطلقت باتجاه منطقة شلومي شمال إسرائيل وسقطت في مناطق مفتوحة. وردت قوات الإحتلال الإسرائيلية بقصف أهداف لحزب الله بالدبابات والطائرات المقاتلة.[111]

### 20 نوفمبر
- لحقت أضرار جسيمة بقاعدة لجيش الإحتلال الإسرائيلي في بيرانيت نتيجة قصف حزب الله باستخدام صواريخ بركان.[112]
- هاجمت طائرات مقاتلة تابعة للجيش الإسرائيلي العديد من الأهداف العسكرية لحزب الله، كما ضرب جنود الجيش خلية مسلحة بالقرب من المطلة.[113]
- تعرضت كنيسة القديس جورج ذات الأهمية التاريخية في يارون لأضرار جسيمة بعد قصفها من قبل جيش الإحتلال الإسرائيلي.[114][115]
- كما تعرض منزل النائب عن حركة أمل قبلان قبلان لإطلاق صاروخ.[116]

### 21 نوفمبر
- أدت غارة جوية لجيش الاحتلال الإسرائيلي في كفركلا إلى مقتل امرأة مسنة وإصابة حفيدتها.[117]
- تعرض فريق آخر من الصحفيين للقصف في غارة شنتها قوات الإحتلال الإسرائيلية بالقرب من طير حرفا ، مما أسفر عن مقتل ثلاثة أشخاص، من بينهم صحفيان من قناة الميادين، (مراسل ومصور صحفي، ومرشد).[118]
- قُتل أربعة من عناصر كتائب القسام بعد قصف إسرائيلي على سيارة بالقرب من بلدة الشعيطية.[119]
- قُتل أحد أعضاء حزب الله في هجوم منفصل في الخيام.[120]
- أطلق مقاتلون غير محددين طائرة مسيرة هجومية ب استهدفت قوات جيش الإحتلال الإسرائيلي المتمركزة على طول الحدود.[19]

### 22 نوفمبر
- انطلقت صفارات الإنذار، بعد استهداف بلدات نتوعا وزرعيت ويفتاح بصواريخ أطلقت من لبنان. ورد جيش الاحتلال بقصف مصادر النيران. كما قصفت الدبابات الإسرائيلية موقعًا لحزب الله في جنوب لبنان.[121]
- نفذ حزب الله هجومين على المالكية.[19] أطلق مقاتلون غير محددين صواريخ من سوريا باتجاه مرتفعات الجولان المحتلة.[56]
- قال حزب الله للجزيرة إنه "سيحترم" اتفاق وقف إطلاق النار المؤقت بين إسرائيل وحماس.[122]
- قصفت قوات الاحتلال الإسرائيلي قرية بيت ياحون، ما أدى إلى مقتل خمسة من عناصر حزب الله. ومن بين القتلى عباس رعد، نجل القيادي البارز في حزب الله والنائب محمد رعد.[123][124]

### 23 نوفمبر
- وفي واحدة من أكبر هجمات حزب الله منذ بدء القتال، تم إطلاق ما بين 30 و50 صاروخًا من لبنان على الجليل الأعلى، وقد تم اعتراض عدد منها.[125]